# تومنار (تازروالت)
تومنار هو دُوَّار يقع بجماعة سيدي أحمد أو موسى، إقليم تيزنيت، جهة سوس ماسة في المملكة المغربية. ينتمي الدوّار لمشيخة تازروالت التي تضم 16 دوار. يقدر عدد سكانه بـ 600 نسمة حسب الإحصاء الرسمي للسكان والسكنى لسنة 2004.

## روابط خارجية
- البوابة الوطنية للجماعات الترابية نسخة محفوظة 12 مارس 2018 على موقع واي باك مشين.
- المندوبية السامية للتخطيط